# Viola Cheptoo Lagat
Viola Cheptoo Lagat (* 13. März 1989 in Kipsirwo) ist eine kenianische Leichtathletin, die im Mittel- und Langstreckenlauf an den Start geht. Ihr Bruder Bernard Lagat ist für die Vereinigten Staaten startend, ebenfalls als Leichtathlet aktiv.

## Sportliche Laufbahn
Erste internationale Erfahrungen sammelte Viola Cheptoo Lagat, die an der Florida State University in den Vereinigten Staaten studierte, im Jahr 2015, als sie bei den Weltmeisterschaften in Peking mit 4:12,15 min in der ersten Runde im 1500-Meter-Lauf aus. Im Jahr darauf belegte sie bei den Hallenweltmeisterschaften in Portland in 4:10,45 min den achten Platz und im August schied sie bei den Olympischen Sommerspielen in Rio de Janeiro mit 4:06,83 min im Halbfinale aus. 2017 siegte sie in 15:35 min beim Carlsbad 5000 und 2020 siegte sie in 1:06:47 h beim Neapel-Halbmarathon. Im Jahr darauf wurde sie beim New York City Marathon in 2:22:44 h Zweite.

## Persönliche Bestzeiten
- 800 Meter: 2:02,05 min, 1. Juli 2015 in Tomblaine
- 1500 Meter: 4:04,10 min, 7. Juli 2015 in Lignano Sabbiadoro
  - 1500 Meter (Halle): 4:10,45 min, 19. März 2016 in Portland
- Meile: 4:28,82 min, 6. September 2016 in Rovereto
- 3000 Meter: 8:52,34 min, 8. September 2013 in Rieti
  - 3000 Meter (Halle): 8:55,83 min, 11. Februar 2017 in New York City
- 5000 Meter: 15:14,20 min, 29. Mai 2021 in Portland
- 10.000 Meter: 31:11,09 min, 4. Mai 2021 in Stockholm
- Halbmarathon: 1:06:47 h, 23. Februar 2020 in Neapel
- Marathon: 2:22:44 h, 7. November 2021 in New York City